# 花35-1線
花35-1線（平和－吳全），起點花蓮縣壽豐鄉平和村中華路大學路口，終點花蓮縣壽豐鄉志學村吳全豐坪路大學路口。起點銜接台9線花東公路，終點銜接台11丙線，全長3.097公里。

## 路線特色
本鄉道為國立東華大學聯絡道，兩端銜接台9線花東公路及台11丙線，全路段名稱為大學路（1-2段）。
原路段為平和－壽豐，2019年12月18日因中華民國交通部公告調整花蓮縣鄉道時改為平和－吳全。

## 路線地名
- 壽豐鄉：平和村中華路大學路口（接 台9線花東公路）→大學路一段→（平和村志學村界）→國立東華大學→大學路二段→志學村吳全豐坪路大學路口終點（接 台11丙線）